# 羅大綱
羅 大綱（ら だいこう、Luo Dagang、1804年 - 1855年）は、太平天国の指導者の一人。
広東省潮州府掲陽県藍田都出身。初め漕運業に従事して天地会に加入していたが、陸順徳らとともに金田蜂起に参加した。太平天国軍が武漢三鎮・南京を攻略するのに功績があった。天京に都を定めた後は林鳳祥に従って鎮江と揚州を攻め落とした。鎮江に駐屯し、数度にわたって湘軍の水軍を撃退した。1854年、安慶に駐屯し江西省饒州を攻略した。また石達開とともに九江に増援に赴き、湘軍に勝利して三たび武昌を占領した。1855年、九江の湖口の守りにつく。8月に蕪湖の戦闘で負傷して天京に戻ったが、10月に死去した。冬官正丞相などの職を歴任していたが、死後に「奮王」の称号を贈られた。